# HR 8799 c

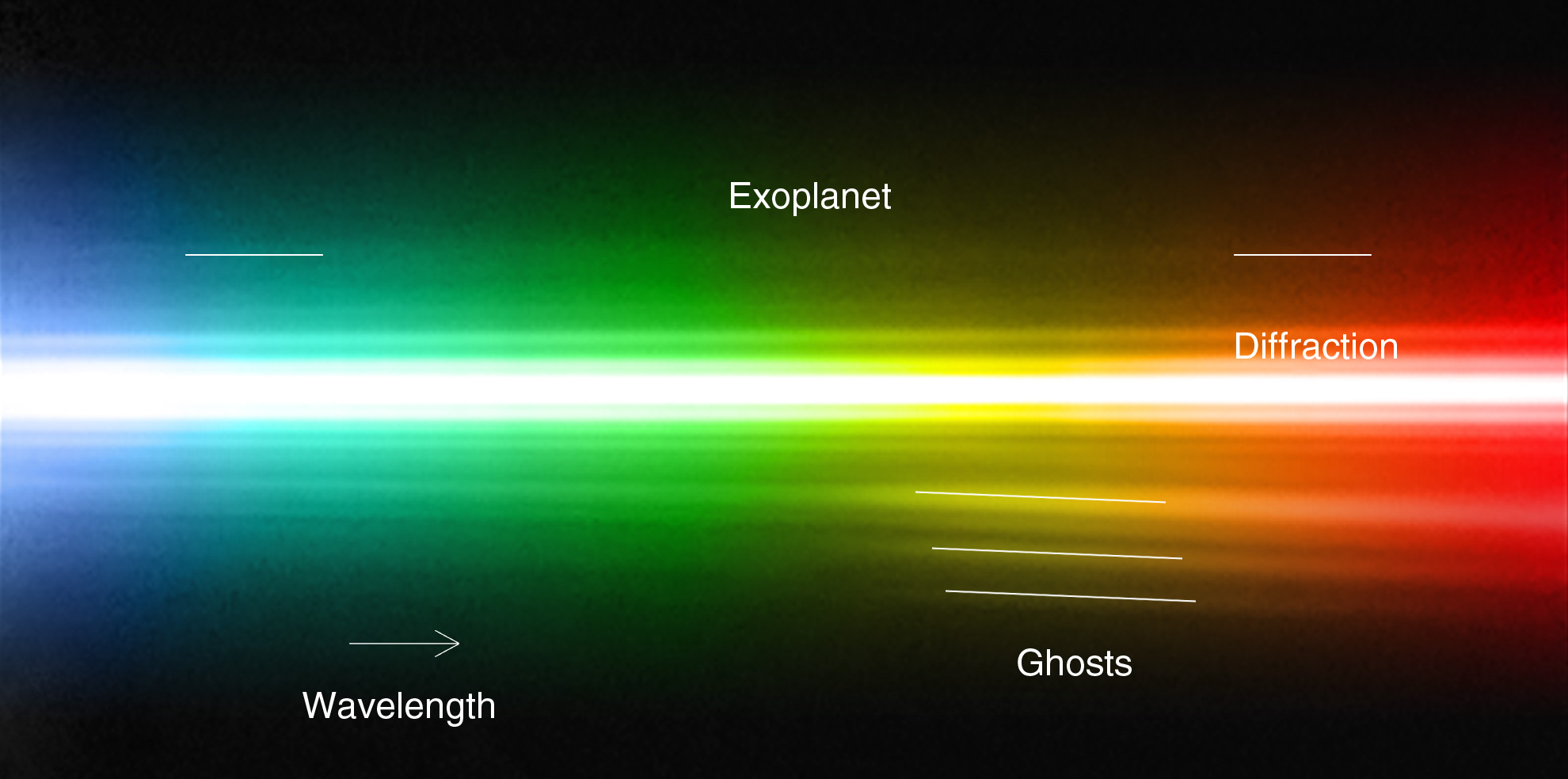
Espectro de HR 8799 c. O espectro da estrela e do planeta foi obtido com o instrumento de óptica adapatativa NACO no Very Large Telescope da ESO.

HR 8799 c é um planeta extrassolar que orbita a estrela HR 8799, localizada a cerca de 129 anos-luz da Terra na constelação de Pegasus. Tem uma massa entre 5 e 10 massas de Júpiter e um raio de 20 a 30% maior que o de Júpiter. Ele orbita HR 8799 a uma distância de 38 UA com um período orbital de 190 anos. Foi descoberto junto com os planetas b e d do sistema em 13 de novembro de 2008 por Marois et al., usando os observatórios Keck e Gemini no Havaí. Esses planetas foram descobertos com imagens diretas. Em janeiro de 2010, HR 8799 c se tornou o primeiro planeta extrassolar a ter uma parte de seu espectro observada diretamente, demonstrando a viabilidade de estudos espectroscópicos de planetas.